# Blauwe gaai
De blauwe gaai (Cyanocitta cristata) is een Noord-Amerikaanse kraaiensoort. De wetenschappelijke naam van de soort werd in 1758 als Corvus cristatus gepubliceerd door Carl Linnaeus in de tiende editie van Systema naturae.

## Kenmerken
De vogel heeft een opvallend lavendelblauw verenkleed op de rug en kop. De veren op het onderlijf zijn gebroken wit, en rond de hals bevindt zich een zwarte kraag. De blauwe gaai wordt ongeveer 30 cm lang.

## Leefwijze
Het dieet van de blauwe gaai is erg gevarieerd. Op het menu staan onder andere eikels, zaden, bessen, pinda's en brood, maar ook vlees, eieren en kleine ongewervelden.

## Voortplanting
Iedere geschikte boom of grote struik kan gebruikt worden voor het maken van een nest, waarbij de vogel modder gebruikt. Zowel het mannetje als het vrouwtje werken mee aan de bouw ervan, waarna het vrouwtje de eieren gedurende zestien tot achttien dagen uitbroedt. Vader en moeder brengen samen de kuikens groot. Na drie weken houdt de moeder het voor gezien en moeten de jongen zich zelf zien te redden.

## Verspreiding en leefgebied
De blauwe gaai komt in een groot deel van de oostelijke helft van de Verenigde Staten voor. Vooral in gemengd bos is de soort talrijk, maar daarnaast komt de soort voor in parken en tuinen.
Er worden vier ondersoorten onderscheiden:
- C. c. cristata: de oostelijk-centrale en zuidoostelijke Verenigde Staten.
- C. c. bromia: zuidelijk Canada en de centrale Verenigde Staten.
- C. c. cyanotephra: de westelijk-centrale Verenigde Staten.
- C. c. semplei: zuidelijk Florida.

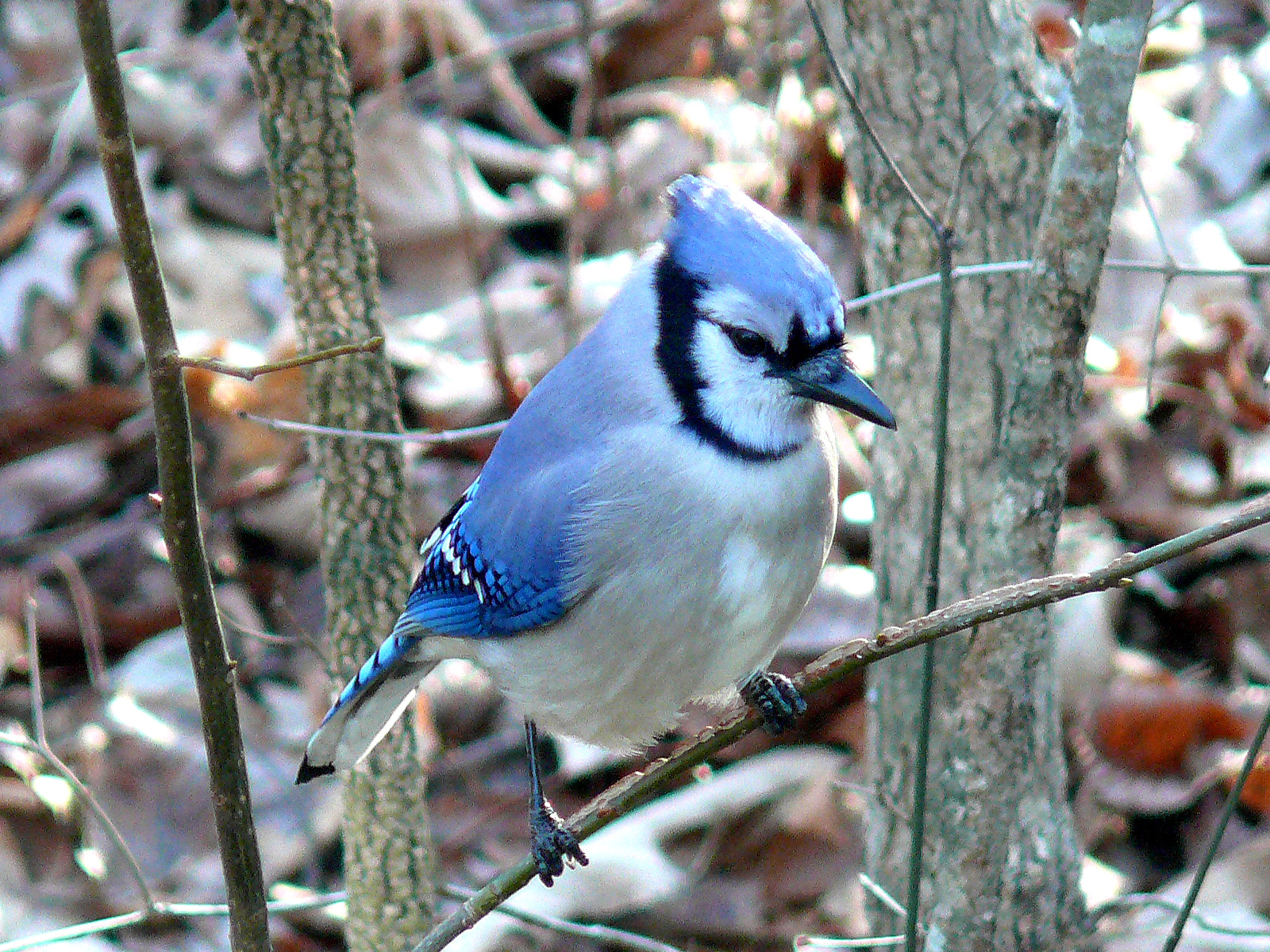
Blauwe gaai, ondersoort C. c. cristata in North Carolina
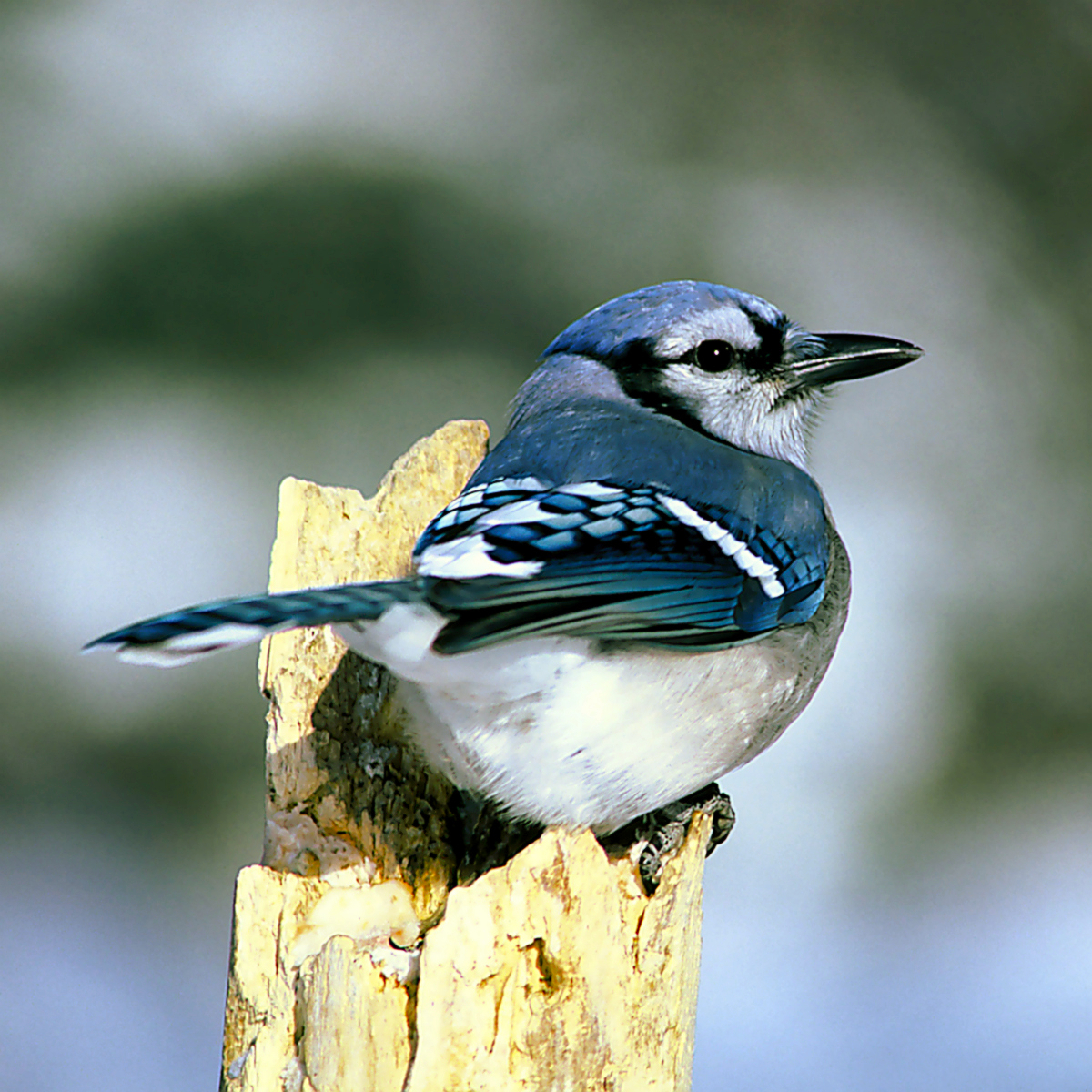
Ondersoort C. c. cyanotephra in DeSoto National Wildlife Refuge, Iowa (staat)
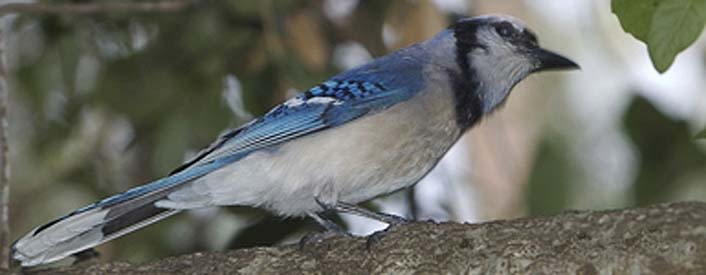
Ondersoort C. c. semplei in Collier County Florida (staat)
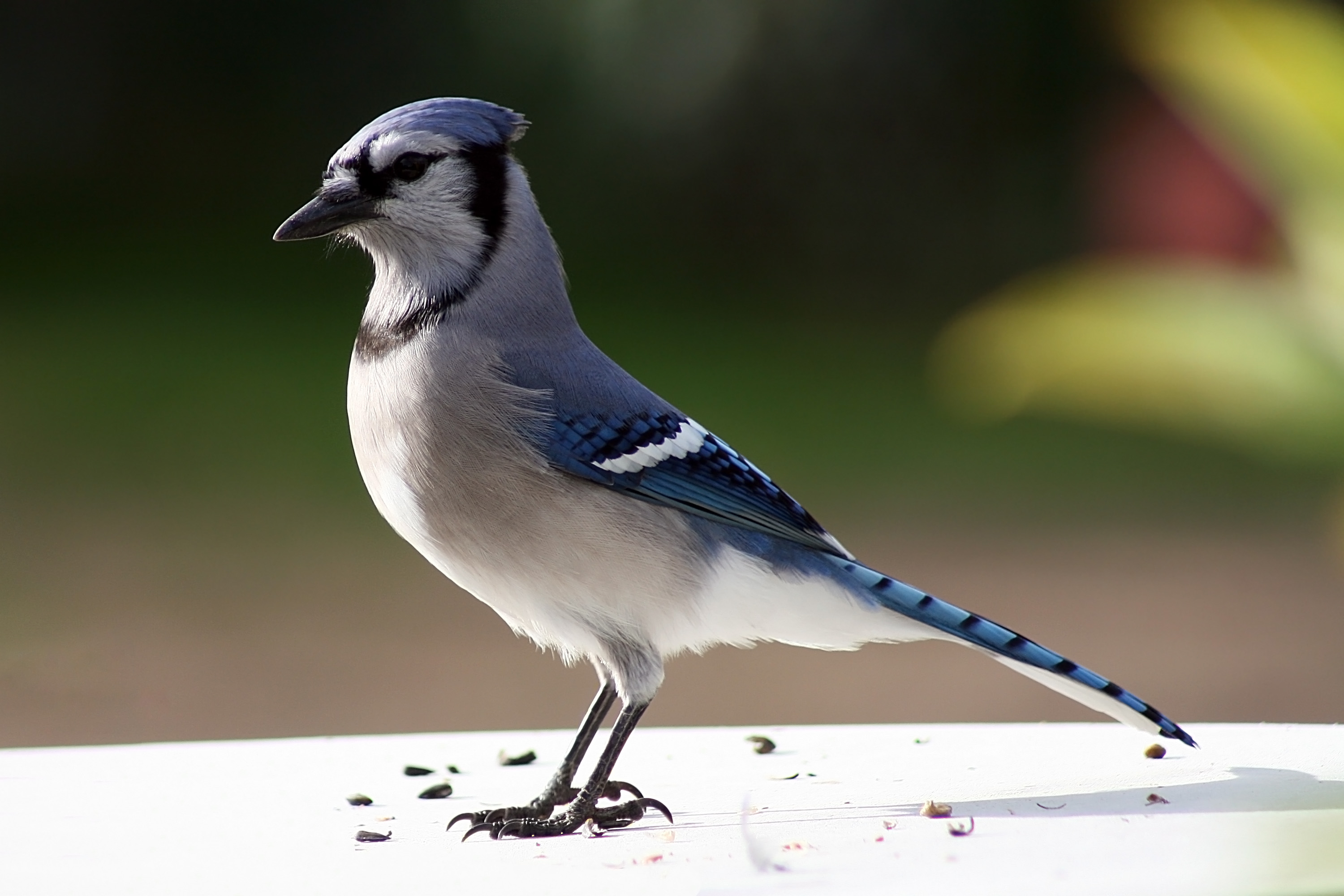
Ondersoort C. c. bromia in Muskoka Lakes, Ontario
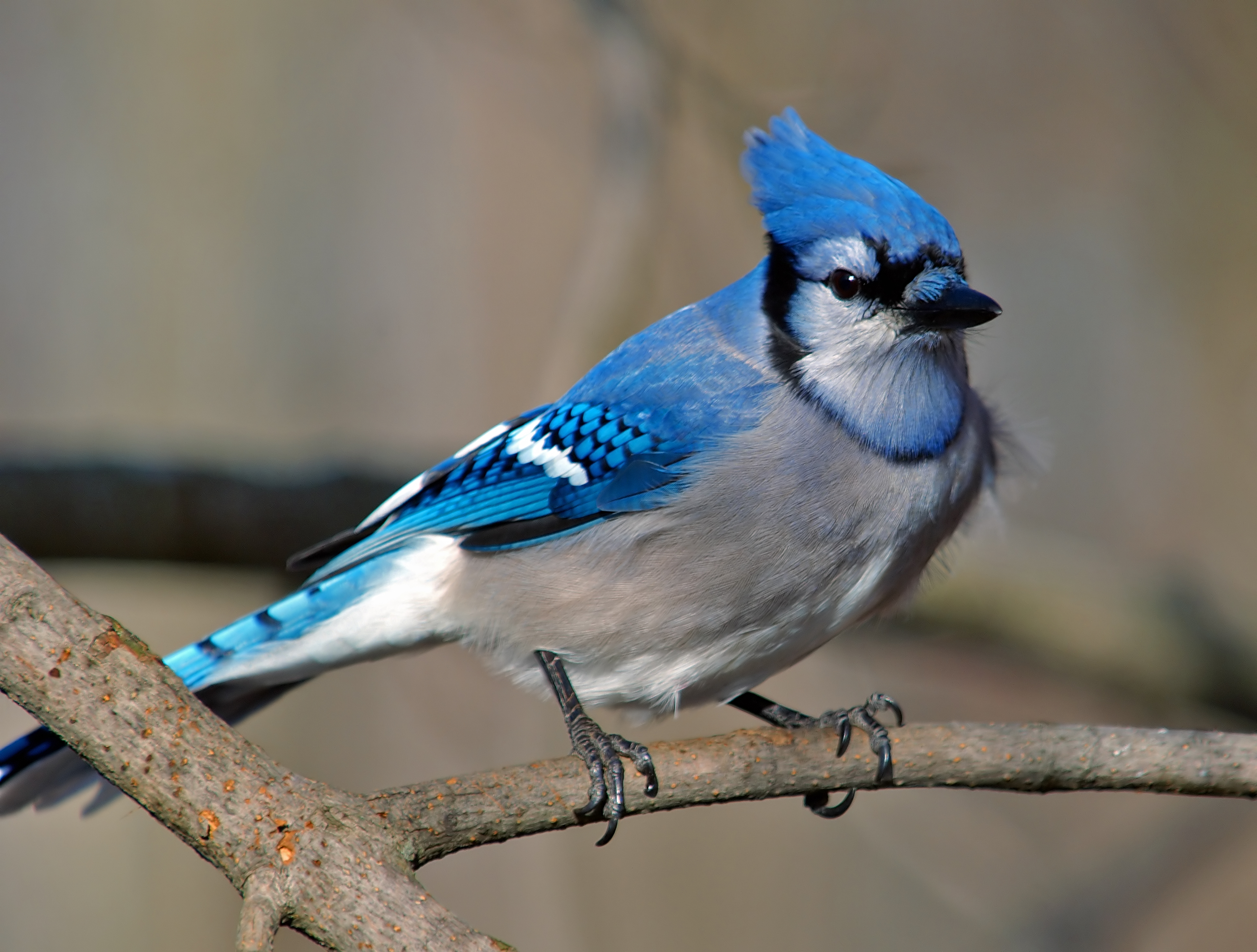